# Titularbistum Pergamum
Pergamum (ital.: Pergamo) ist ein Titularbistum der römisch-katholischen Kirche.
Es geht zurück auf einen untergegangenen Bischofssitz in der antiken Stadt Pergamon, die in der römischen Provinz Asia (heute westliche Türkei) lag. Der Bischofssitz war der Kirchenprovinz Ephesos zugeordnet.
| Titularbischöfe von Pergamum |                                                    |                                                                                            |                   |                   |
| Nr.                          | Name                                               | Amt                                                                                        | von               | bis               |
| 1                            | Johann Leopold Freiherr von Gudenus                | Weihbischof in Worms (Deutschland)                                                         | 19. Oktober 1711  | 17. März 1713     |
| 2                            | Łukasz Jacek Czermiński                            | Weihbischof in Przemyśl (Polen-Litauen)                                                    | 18. März 1715     | 1717              |
| 3                            | Johann Jakob von Mayr                              | Weihbischof in Augsburg (Deutschland)                                                      | 5. Dezember 1718  | 7. Dezember 1749  |
| 4                            | Karl Michael von Attems (Karl Michael von Attembs) |                                                                                            | 20. Juli 1750     | 18. April 1752    |
| 5                            | Jakob Johann Joseph Wosky von Bärenstamm           | Apostolischer Präfekt von Meißen in beiden Lausitzen (Deutschland)                         | 19. Mai 1753      | 3. Dezember 1771  |
| 6                            | Felice Antonio Bianchi                             | Weihbischof in Modena (Italien)                                                            | 15. April 1776    | 9. August 1778    |
| 7                            | Josephus Green de Saint-Marsault                   |                                                                                            | 12. Juli 1779     | 2. September 1818 |
| 8                            | Thomas Patrick Roger Foley                         | Koadjutorbischof von Chicago (USA)                                                         | 19. November 1869 | 19. Februar 1879  |
| 9                            | Giovanni Battista Nogall (Karl Nogáll)             | Weihbischof in Oradea Mare (Rumänien)                                                      | 27. Februar 1880  |                   |
| 10                           | Heinrich Vollmar                                   | Feldpropst von Preußen Militärbischof im Militärordinariat (Deutschland)                   | 9. November 1903  | 8. Juli 1915      |
| 11                           | Honoré-Paul-Emile Halle                            | Weihbischof in Montpellier, Lodève, Béziers, Agde und Saint-Pons-de-Thomières (Frankreich) | 5. Juni 1916      | 23. Juni 1922     |
| 12                           | Eduard Graf O’Rourke                               | Apostolischer Administrator von Danzig (Polen)                                             | 21. Dezember 1922 | 2. Januar 1926    |
| 13                           | Fabio Berdini                                      | emeritierter Bischof von Cesena (Italien)                                                  | 24. Juni 1926     | 1928              |
| 14                           | Gioacchino Bonardi                                 | Weihbischof in Florenz (Italien)                                                           | 25. Mai 1928      | 17. Januar 1941   |
| 15                           | Giuseppe De Nicola                                 | Weihbischof in Neapel (Italien)                                                            | 3. Oktober 1941   | 1957              |
| 16                           | Pietro Severi                                      | emeritierter Bischof von Segni (Italien)                                                   | 31. Juli 1957     | 29. November 1966 |
| 17                           | John Stock                                         | Weihbischof in Philadelphia (USA)                                                          | 11. Januar 1971   | 29. Juni 1972     |
| 18                           | John Michael Bilock                                | Weihbischof in Munhall (USA)                                                               | 1. März 1973      | 8. September 1994 |